# Estación Metrenco
Metrenco fue una estación ferroviaria ubicada en la comuna chilena de Padre Las Casas, en la Región de la Araucanía, que es parte de la línea Longitudinal Sur. La estación ya no existe y no presenta servicios.

## Historia
Para 1890, la presidencia de José Manuel Balmaceda se había encomendado el desarrollo de estudios para la expansión del servicio ferroviario desde la ciudad de Temuco hasta la localidad de Pitrufquen, sin embargo, debido a la guerra civil de 1891 los planes de construcción de este tramo no fueron retomados sino hasta 1895. Es durante ese año que se llama a la licitación de la construcción de este tramo ferroviario de 33 km de extensión en 3 años. Entre los ingenieros de las obras se encuentra Gustave Verniory. En agosto de 1895 comienzan los trabajos de construcción. Para junio del mismo año las vías del ferrocarril llegan hasta la ribera norte del río Toltén. Es el 13 de noviembre de 1898 que se inaugura el tramo del ferrocarril, junto con sus estaciones.
A las 22:30 del 22 de mayo de 1927 la estación sufrió un incendio que destruyó todas sus instalaciones; tras el desastre, se estableció un servicio telegráfico especial para regular el movimiento de trenes.
Desde el 6 de diciembre de 2005 es detención del servicio Regional Victoria-Puerto Montt. Sin embargo, el servicio no continuó al iniciar el primer gobierno de la presidenta Michelle Bachelet.
En 2010 el edificio de la estación fue incendiado, para en 2011 ser demolido.